# Bula Atumba
Bula Atumba è una municipalità dell'Angola appartenente alla provincia del Bengo. Ha 56.718 abitanti (stima del 2006) ed una superficie di 3.604 km².
Il principale comune è l'omonimo Bula Atumba.